# Acebo (kommunhuvudort)
Acebo är en kommunhuvudort i Spanien.   Den ligger i provinsen Provincia de Cáceres och regionen Extremadura, i den centrala delen av landet, 260 km väster om huvudstaden Madrid. Acebo ligger 506 meter över havet och antalet invånare är 702.
Terrängen runt Acebo är huvudsakligen kuperad, men åt sydost är den platt. Runt Acebo är det glesbefolkat, med 12 invånare per kvadratkilometer. Närmaste större samhälle är Moraleja, 15,7 km söder om Acebo. 